# Trbušno deblo
Trbušno deblo (lat. truncus coeliacus), prva velika grana trbušne aorte koja se odvaja s prednje strane aorte u razini 12. prsnog kralješka (T12). 
Trbušno arterijsko deblo opskrbljuje oksigeniranom krvlju jetru, želudac, trbušni dio jednjaka, slezenu i gornju polovicu dvanaesnika i gušterače.
Grane trbušnog arterijskog stabla su:
- lijeva želučana arterija (lat. arteria gastrica sinistra)
- zajednička jetrena arterija (lat. arteria hepatica communis)
- slezenska arterija (lat. arteria lienalis)